# مرد آهنی (فیلم ۲۰۰۸)
مرد آهنی (انگلیسی: Iron Man) یک فیلم ابرقهرمانی آمریکایی در سال ۲۰۰۸ بر پایهٔ شخصیت با همین نام از مارول کامیکس است که توسط مارول استودیوز تولید و توسط پارامونت پیکچرز در سال ۲۰۰۸ منتشر شده است. این فیلم بر اساس سری داستان‌های کامیک شخصیت مرد آهنی از مارول کامیکس می‌باشد. جان فاورو کارگردانی فیلم را برعهده داشته است. رابرت داونی جونیور، ترنس هاوارد، جف بریجز، شان توب، و گوئینت پالترو در این فیلم نقش‌آفرینی می‌کنند. مرد آهنی با بودجه ۱۴۰ میلیون دلار توانست بیش از ۵۸۵٫۸ میلیون دلار در سراسر جهان فروش داشته باشد که آن را به هشتمین فیلم پرفروش ۲۰۰۸ تبدیل می‌کند.
از سال ۱۹۹۰ شرکت‌های یونیورسال پیکچرز، فاکس قرن بیستم و نیو لاین سینما در پی آماده‌سازی این فیلم بودند که در سال ۲۰۰۶ مارول استودیوز حق ساخت این فیلم را به انحصار خود درآورد. مارول، پروژه را به همراهی شرکت پارامونت پیکچرز به عنوان اولین همکاری با بودجه داخلی کار کرد. کارگردان فیلم جان فاورو قسمت‌های نخست فیلم را در کالیفرنیا آمریکا برداشت کرد و به دلیل وجود ابرقهرمان‌های فراوان در نیویورک از قرار دادن مرد آهنی در این شهر سر باز زد. در زمان فیلم‌برداری بازیگران برای ساخت دیالوگ‌های خود آزاد گذاشته شده بودند چرا که گروه نویسندگی مشغول شکل‌دادن به داستان و صحنه‌های اکشن فیلم بودند. نسخه‌های لاستیکی و آهنی زره توسط شرکت استن وینستون ساخته شد، هر چند در آن از افکت‌های کامپیوتری نیز استفاده شد. شرکت‌های هاسبرو و سگا وسایل مورد نیاز را فروختند و برای دیگر خدمات با شرکت‌های آئودی، برگر کینگ، ال جی و سون-ایلون قرارداد بسته شد.
بازخوردهای فیلم و به خصوص بازیگری داونی اکثراً مثبت بود. بنیاد فیلم آمریکا این فیلم را به عنوان یکی از ده فیلم برتر اعلام کرد. داونی، فاورو، پالترو در ۷ مه ۲۰۱۰ برای قسمت دوم فیلم، مرد آهنی ۲ بازگشتند. مرد آهنی در همان دنیایی رخ می‌دهد که دیگر فیلم‌های مستقل مارول استودیوز رخ داده بودند. داونی یک بار برای در نقش استارک در فیلم هالک شگفت‌انگیز و باری دیگر در سال ۲۰۱۲ در فیلم انتقام جویان به نقش آفرینی پرداخت. دنباله دیگری به نام مرد آهنی ۳ در ۳ مه ۲۰۱۳ منتشر شد.

## داستان
تونی استارک، یک نابغه و مهندس درگیر بی‌بندوباری است، کسی که شرکت استارک را از پدرش به ارث برده است به همراه دوست خود کلنل جیمز رودز برای نمایش موشک جدید خود با نام «جریکو» به مناطق جنگی در افغانستان سفر می‌کند. استارک در طی کمینی در راه به شدت زخمی شده و توسط گروهکی تروریستی با نام ده حلقه در غاری زندانی شده و گروگان گرفته می‌شود. یک آهنربای الکتریکی ساخته شده توسط یینسن، هم‌سلولی استارک، ترکش‌هایی که او را مجروح کرده‌اند را از قلب او دور نگه می‌دارد تا او زنده بماند. فرماندهٔ گروهک ده حلقه رازا به استارک پیشنهاد آزادی در برابر ساخت موشک جریکو برای گروهک می‌دهد، اما تونی و یینسن مطمئن هستند که رازا بر قول خود وفادار نخواهد ماند.
استارک و یینسین به‌طور مخفیانه مولد الکتریکی قدرتمندی به نام آرک (رآکتور) می‌سازند تا نخست برق آهنربای استارک را تأمین کند سپس در ساخت زرهی آهنی برای فرار به آن‌ها کمک کند. ده حلقه زمانی که متوجهٔ کارهای استارک می‌شوند به کارگاه حمله می‌کنند اما یینسین خود را قربانی می‌کند تا زمانی کافی برای آماده‌سازی زره فراهم کند. استارک تمام راه غار به بیرون را می‌جنگد و یینسین را در حال مرگ پیدا می‌کند، سپس با آتش کشیدن مقر ده حلقه و نابود کردن اسلحه‌ها با پرواز کردن از آنجا فرار می‌کند اما در بیابانی سقوط کرده و زره متلاشی می‌شود. سپس توسط رودز پیدا می‌شود و صحیح و سالم به خانه برمی‌گردد تا اعلام کند که شرکتش دیگر تولید اسلحه نمی‌کند. اوبادیا استین، شریک قدیمی پدر استارک و مدیر شرکت به تونی گوشزد می‌کند که چنین کاری ممکن است به اعتبار خانوادهٔ او صدمه بزند. در این زمان تونی در کارگاه خانه‌اش، رآکتوری جدید برای سینه‌اش و هم‌چنین زره‌های جدیدتر و کامل‌تری می‌سازد.
در اولین نشست خبری بعد از بازگشت استارک خبرنگاری با نام کرسیتین اورهارت او را از فروخته شدن سلاح‌های شرکت استارک من‌جمله موشک جریکو به گروهک ده حلقه و حملهٔ این گروهک به روستای یینسن (گلمیرا) مطلع می‌سازد. همچنین استارک متوجه می‌شود که استین در تلاش است تا به جای او مدیر شرکت شود. در نتیجه استارک زره جدید خود را پوشیده و به افغانستان پرواز می‌کند، تروریست‌های ده حلقه را کشته، روستا را نجات داده و تمام سلاح‌ها را نابود می‌کند. در راه بازگشت استارک توسط ۲ جت جنگنده اف-۲۲ رپتور مورد حمله قرار می‌گیرد. او با رودز تماس می‌گیرد و راز خود را برای او برملا می‌کند تا حمله‌ها متوقف شوند. در این زمان اعضای ده حلقه تکه‌های زره اولیه را پیدا کرده و به استین در برابر اسلحه تحویل می‌دهند و او نیز به کمک مهندسی معکوس و اسلحه‌های بیشمار، زرهی دیگر برای خود می‌سازد. در پی پیدا کردن سلاح‌های فروخته شدهٔ دیگر به ده حلقه، استارک دستیار خود ویریجینیا پپر پاتز را مجبور به هک کردن کامپیوتر دفتر استین می‌کند. پپر می‌یابد استین کسی بوده که به تروریست‌ها سلاح می‌فروخته و ده حلقه را اجیر کرده تا استارک را به قتل برسانند. پاتز بعداً با مأمور فیل کولسن از سازمان ضد ترورسیستی «مداخله استراتژیک کشور، بخش اجرا و آمایش» (به انگلیسی: Strategic Homeland Intervention, Enforcement and Logistics Division) یا به اختصار شیلد (به انگلیسی: S.H.I.E.L.D) ملاقات می‌کند و نقشه‌های استین را برای وی بازگو می‌کند.
دانشمندان استین قادر به شبیه‌سازی رآکتور استارک نیستند بنابرین او در خانهٔ استارک مخفی شده و به کمک وسیلهٔ صوتی او را فلج کرده و رآکتور را می‌دزدد. پاتز و چند مأمور شیلد سعی در دستگیر کردن استین می‌کنند اما او با کامل کردن زره خود به آن‌ها حمله می‌کند. استارک با استین مبارزه می‌کند اما بدون رآکتور جدید نمی‌تواند از تمام توانایی‌های خود استفاده کند. استارک استین را به پشت بام کارخانهٔ استارک می‌کشاند و از پاتز می‌خواهد تا رآکتور موجود در کارخانه را فعال کند. با فعال شدن رآکتور و ایجاد موجی الکتریکی، استین بیهوش شده و به داخل آن سقوط می‌کند و به دلیل انفجار ناشی از آن کشته می‌شود.
روز بعد تمام روزنامه‌ها در مورد ابر قهرمان جدیدی به نام مرد آهنی می‌نویسند. مأمور کولسن به استارک داستانی دروغین دربارهٔ نحوهٔ مرگ استین برای پوشیدن ماجرا می‌دهد. در نشست خبری، استارک ابتدا تصمیم می‌گیرد داستان دروغین را تعریف کند اما در نهایت اعلام می‌کند که او مرد آهنی است.
در صحنه‌های پایانی و پس از نمایش دست‌اندرکاران فیلم، نیک فیوری مدیر شیلد به خانهٔ استارک و تنها می‌گوید که مرد آهنی تنها ابر قهرمان دنیا نیست و به پروژهٔ انتقام‌جویان اشاره می‌کند.

## بازیگران

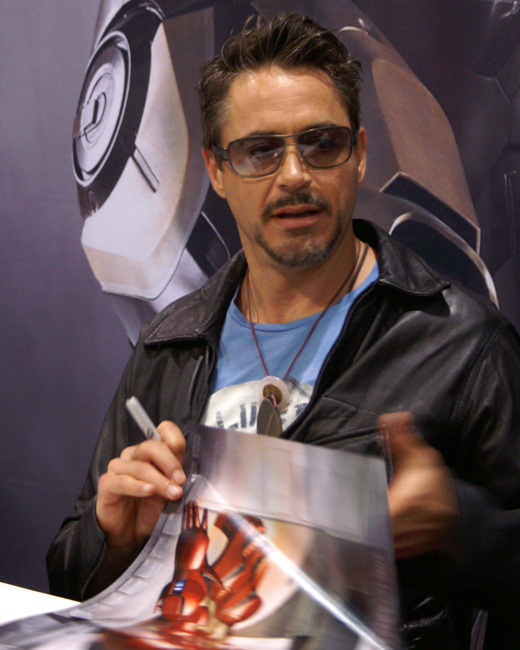
داونی در کامیک‌کان ۲۰۰۷ در حال تبلیغ فیلم

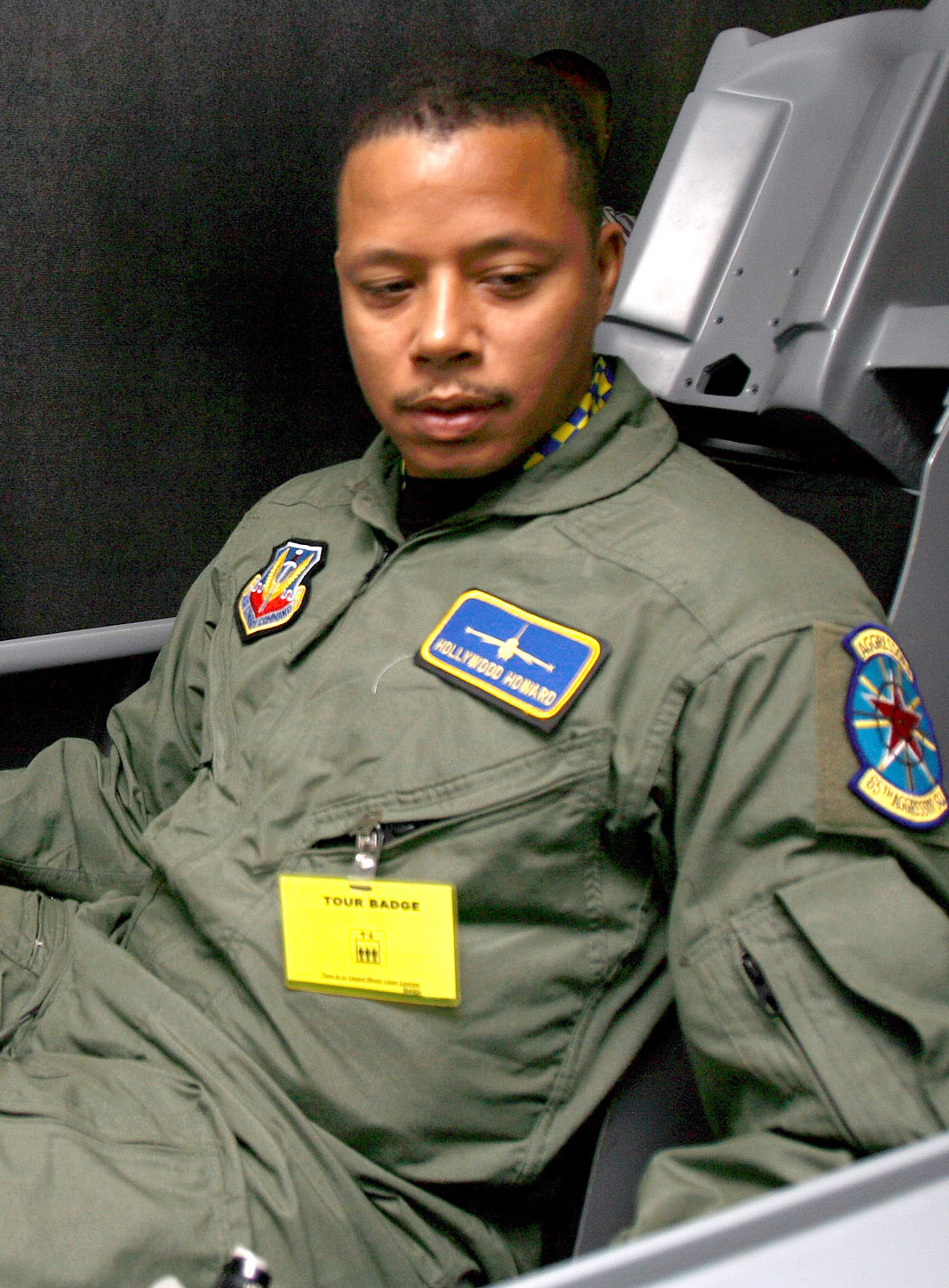
هاوارد در حال سوار شد بر یک شبیه‌ساز اف-۱۶

- رابرت داونی جونیور در نقش تونی استارک/مرد آهنی:

یک مخترع نابغه، دختردوست و مدیر شرکت استارک یک شرکت تولید اسلحه در آمریکا است. او پسر هاوارد استارک، یکی از مهندسان پروژه منهتن می‌باشد. تونی در ۴ سالگی اولین برد الکترونیکی و در ۶ سالگی اولین موتور خود را ساخت؛ در ۱۷ سالگی از دانشگاه ام‌آی‌تی فارغ‌التحصیل شد و در ۲۱ سالگی مدیریت شرکت استارک را به عهده گرفت. فاورو ابتدا شخصی دیگری را برای بازی در این نقش در نظر داشت اما نهایتاً داونی (یک طرفدار پر و پا قرص داستان‌های کمیک) را انتخاب کرد زیرا باور داشت که گذشتهٔ این بازیگر و بزرگ شدن او با این داستان به بازی او کمک شایانی خواهد کرد. او گفت: «بهترین و بدترین لحظهٔ زندگی رابرت در برابر چشم بیننده‌ها قرار گرفت. او می‌بایست تعادلی میان شوق خود و کارش برقرار کند که بی‌نظیر است. درست مثل تونی استارک. او عمقی را به این شخصیت اضافه کرده است؛ مانند کسانی است که در دبیرستان مشکل دارند یا نمی‌توانند با دختر مورد علاقه‌شان رابطه برقرار کنند.» فاورو همچنین داونی را «عوضی دوست داشتنی» می‌نامد. داونی در زمان پیش از تهیهٔ فیلم دفتری کنار دفتر فاورو داشت که باعث می‌شد او در کارها همکاری و دخالت بیشتری داشته باشد. او طنزی عمیق‌تر را به فیلم‌نامه اضافه کرد که در نسخهٔ اصلی وجود نداشت. در این‌باره او می‌گوید:
«چیزی که مرا معمولاً از این‌ها [ابر قهرمان‌ها] متنفر می‌کند این است که آن‌ها بعد از مدتی به آدمی خشک و مسخره تبدیل می‌شوند. چیزی که خیلی برای من مهم بود، عوض کردن شخصیت تا حدی که دیگر قابل شناسایی نباشد بود. زمانی که کسی ابله بوده و دیگر نیست ولی خوشبختانه هنوز آثاری از شوخ‌طبعی در او وجود دارد.»
برای آماده‌سازی، داونی ۵ روز هفته برنامه‌های بدن‌سازی و تمرین ورزش‌هایی رزمی داشت.
- ترنس هاوارد در نقش کلنل جیمز «رودی» رودز:

دوست استارک و رابط بین شرکت استارک و نیروی هوایی آمریکا. فاورو هاوارد را برای نقش رودس انتخاب کرد چرا که فکر می‌کرد او توانایی بازی در نقش ماشین جنگ را در ادامهٔ داستان دارد. او برای آماده‌سازی خود برای نقشش در ۱۶ مارس ۲۰۰۷ به پایگاه هوایی نلیس سفر کرد و با خلبانان آنجا دوست شد و دربارهٔ هلکوپترهای پیو هاوک اچ اچ-۶۰ و جت اف-۲۲ رپتور اطلاعات بدست آورد. بعد از آشنایی رودز با استارک در داستان حالتی در او شکل می‌گیرد که باعث می‌شود او دربارهٔ درستی کارهای استارک مطمئن نباشد. هاوارد می‌گوید: «رودز از نحوهٔ زندگی استارک منزجر است اما بعداً متوجه می‌شود که شاید راه دیگری وجود داشته باشد.» هاوارد و پدرش از طرفداران مرد آهنی بودن شاید چون رودز از معدود ابر قهرمان‌های سیاه‌پوست زمان بچگی او بوده است. هاوارد می‌گوید از زمانی که بازی داونی را در فیلم علم عجیب دید طرفدار او شد و زمانی که با هم روی صحنه قرار گرفتند گفت: «رابرت و روحیهٔ مبارزش مرا برای رسیدن به او خسته کرده است. من از او ۴۰ یا ۵۰ پوند سنگین‌تر هستنم. وقتی که می‌خواستیم وزنه‌برداری کنیم من ۲۲۵ پوند (۱۰۲ کیلو) انتخاب کردم ولی ۱۰ دفعه آن را انداختم. اما رابرت ۲۳۵ (۱۰۶ کیلو) را برداشت و زد من هم مجبور شدم ۲۴۵ (۱۱۱ کیلو) را بزنم. اشکال ندارد من هم او را در دویدن بردم و آنجا تلافی‌اش را درآوردم. بیچاره تا چند روز نمی‌توانست راه برود!»
- جف بریجز در نقش اوبادیا استین:

نفر دوم شرکت استارک و یکی از بنیان‌گذاران آن. بریجز از بچگی طرفدار کمیک بود و به خاطر کارهای واقع‌گرایانهٔ فاورو از او نیز خوشش می‌آمد. او برای این نقش سر خود را تراشید و ریش خاکستری رنگی گذاشت، کاری که به قول او همیشه دوست داشت انجام دهد. بریجز کتاب عوبدیا را گوگل کرد و متعجب شد که بخش‌هایی از انجیل چقدر خوب شخصیت اوبادیا را نشان داده است. خیلی از صحنه‌های استین برای تمرکز بر روی تونی استارک حذف شد.
- گوئینت پالترو در نقش پپر پاتز:

دستیار شخصی استارک و معشوقهٔ او. پالترو برای آشنایی بیشتر با شخصیت پپر از شرکت مارول درخواست کرد تا تمام کتاب‌هایی که پپر در آن‌ها حضور دارد را برای او بفرستند. پالترو شخصیت پپر را باهوش و رهبر خواند و از نوع رابطه‌ای که برای پپر و تونی در نظر گرفته شده است بسیار خوش‌حال است. او در این باره می‌گوید: «راستش بین این دو رابطهٔ پر سر و صدایی وجود ندارد» رابطه این دو مانند فیلم‌های کمدی دههٔ ۴۰ شوخ، جذاب و معصوم توصیف شده است.
- شان توب در نقش ینسین:

هم‌بند استارک در غار. در سری داستان‌ها یینسین چینی است اما در فیلم او اهل روستایی در افغانستان به نام گلمیرا می‌باشد. او بانی تمام جنبه‌های ابرقهرمانانهٔ استارک در فیلم است.
- فران طاهر در نقش رازا:

فرماندهٔ گروهک تروریستی ده حلقه. طاهر از طرفداران کمیک است و می‌خواست کمی انسانیت به شخصیت رازا اضافه کند. او در این‌باره می‌گوید: «من می‌خواستم نشان بدهم با این که رازا آدم بدی است اما بعضی اوقات بین انتخاب خوب و بد گیج می‌شود و متأسفانه انتخاب اشتباهی می‌کند. خوشبختانه جان به نظرات من احترام گذاشت و تغییراتی ایجاد کرد.»
- پل بتانی به جای صدای جارویس:

برنامهٔ هوشمند شخصی استارک که در طی ساخت نسخه‌های جدید زره به استارک کمک می‌کند. در کتاب جارویس در اصل شخصیت خدمت‌گزار استارک یعنی ادوین جارویس می‌باشد اما در فیلم نام او از اختصار «فقط یک سیستم فوق هوشمند» (به انگلیسی: Just A Rather Very Intelligent System) گرفته شده است. بتانی شرکت در این پروژه را به عنوان لطفی به فاورو (که قبلاً با هم در فیلم ویمبلدون همکاری داشتند) انجام داد و گفت زمانی که شروع به ضبط صدا در جلسات دو ساعته گرفتند از داستان فیلم خبر نداشته است.
- لسلی بیب در نقش کریستین اورهارت:

یک گزارشگر مجلهٔ ونتی فر. او در داستان کمیک نقش بسیار کوچکی دارد اما یک بار برای دیلی بیوگل از تونی استارک جاسوسی کرد.
کلارک گرگ در نقش فیل کولسن، مأمور شیلد ظاهر می‌شود. ساموئل ال. جکسون نیز در نقش فرماندهٔ شیلد نیک فیوری ظاهر می‌شود. پیش از این شرکت مارول با رضایت او از چهره‌اش برای ساخت شخصیت فیوری استفاده کرده بود. از شخصیت‌های معروف دیگری که در فیلم حضور داشتند می‌توان به استن لی یکی از خالقان شخصیت مرد آهنی (در صحنه‌ای در مهمانی توی استارک او را هیو هفنر صدا می‌زند)، ایلان ماسک در سکانسی نقش خود را بازی کرده، خود کارگردان جان فاورو نیز در نقش بادیگارد و رانندهٔ استارک، هپی هوگان اشاره کرد. همچنین افرادی مانند ویل لی من، تام مورلو، جیم کرامر و گوست فیس کیلاه نیز در این فیلم نقش‌هایی را بازی کرده‌اند. از مدل‌های مشهوری که در این فیلم حضور داشته‌اند، می‌توان به گابریل تیوت و ماشا لوند اشاره کرد.

## ساخت

### آماده‌سازی
در آوریل ۱۹۹۰ کمپانی یونیورسال استودیوز حق ساخت مرد آهنی برای سینما را خرید و استوارت گوردون را نیز مسوؤل برنامه‌ریزی این پروژهٔ با هزینه کم کرد. تا فوریه ۱۹۹۶ مکپانی فاکس قرن بیستم این حق را از یونیورسال خرید. در ژانویه ۱۹۹۷، نیکولاس کیج علاقهٔ خود را برای بازی در نقش اصلی این فیلم نشان داد، در سپتامبر ۱۹۹۸ تام کروز نیز تمایل خود را برای به عهده گرفتن تهیه‌کنندگی و بازیگری در این فیلم اعلام کرد. جف وینتار و خالق مرد آهنی استن لی داستانی را که وینتار نوشته بود به صورت فیلم‌نامه درآوردند. جف کین نیز باری دیگر فیلم‌نامه را ویرایش کرد. کوئنتین تارانتینو در اکتبر ۱۹۹۹ به نوشتن و کارگردانی این فیلم نزدیک شد. با بسته نشدن قراردادی، در دسامبر همان سال حقوق ساخت به شرکت نیو لاین سینما منتقل شد. تا ژوئیه ۲۰۰۰ نویسندگان تد الیوت، تری روسیو و تیم مک کنلایز داستان را برای این استودیو حاضر کردند. همچنین مک‌کنلایز از ایده حضور نیک فیوری در فیلم استفاده کرد. شرکت نیولاین در ژوئن ۲۰۰۱ با جاس ویدون برای کارگردانی مذاکراتی را انجام داد. نهایتاً در دسامبر ۲۰۰۲ مک کنلایز نوشتن فیلم‌نامه را کامل کرد.

زره شماره ۳، ساخته شده از تیتانیوم و طلا.

در دسامبر ۲۰۰۴ استودیو با برنامه‌ریزی برای انتشار فیلم در ۲۰۰۶، نیک کسوتس را برای کارگردانی انتخاب کرد. اما بعد از دو سال عدم پیشرفت در پروژه، قرارداد با کسوتس فسخ و حق ساخت به مارول بازگشت. پیش‌نویس‌های فیلم نامهٔ جدید توسط آلفرد گوگ، مایلز میلار و دیوید هایتر آماده شد هرچند هیچ‌وقت با آن موافقت نشد. در نسخهٔ نیولاین، مرد آهنی در برابر پدرش هاوارد استارک که تبدیل به ماشین جنگ شده است قرار می‌گیرد. در نوامبر ۲۰۰۵، مارول استودیوز تمام پروژه را از اول شروع کرد و مرد آهنی را به عنوان اولین کار مستقل این استودیو اعلام کرد. طبق گفتهٔ یکی از تهیه‌کنندگان جرمی لتچمن، با حدود ۳۰ نویسنده صحبت شد که همگی به خاطر ناشناخته بودن شخصیت مرد آهنی نسبت به دیگر شخصیت‌های مارول و این‌که مارول استودیوز به تنهایی می‌خواهد فیلم را بسازد، پیشنهاد را رد کردند. حتی بازنویسی فیلم‌نامه نیز با مشکلات زیادی روبرو شد.

### پیش‌تولید
قبل از آنکه در آوریل ۲۰۰۶ جان فاورو به عنوان کارگردان انتخاب گردد با لن وایزمن مذاکراتی انجام شد. همچنین آرتور مرکوم و مت هالووی نیز به عنوان نویسنده‌ها انتخاب شدند. مارک فرگوس و هاوک اوستبای جداگانه بر روی فیلم‌نامه کار کردند، و فیلم‌نامه توسط جان آگوست ویرایش شد. مارک میلار، برایان مایکل بندیس، جو کوئسادا، تام بروورت، اکسل آلونسو و رالف مکچیو که همگی نویسنده کتاب‌های کمیک هستند، نیز برای دادن نظر و راهنمایی به فاورو دعوت شدند.
فاورو به خاطر همکاری با آوی آراد در پروژه بی‌باک خواستار همکاری دوباره با این تهیه‌کننده شد. فاورو وقتی شغل را دریافت کرد با رژیم گرفتم و از دست دادن هفتاد پوند وزن جشن گرفت. کارگردان توانست با ترکیب چند فیلم مانند جیمز باند، تام کلنسی و پلیس آهنی، فیلمی فوق جاسوسی بسازد. فاورو کار خود را الهام از فیلم‌های سوپرمن و بتمن می‌دانست، می‌خواست تا مرد آهنی فیلمی دربارهٔ مرد بالغی باشد که تازه خود را در میایبد و دنیا را از آنچه که قبلاً می‌دانسته پیچیده‌تر می‌بیند. فاورو ماجرای جنگ ویتنام را این بار در افغانستان نمایش می‌دهد.
انتخاب نقش منفی نیز بسیار سخت بود زیرا فاورو باور داشت ویژگی‌های مرد آهنی، مندارین را غیرواقعی نشان خواهد داد. او حس می‌کرد که تنها زمانی می‌شود و از مندارین استفاده کرد که آمادگی قبلی در قسمت‌های دیگر داده شده باشد. تصمیمی که گرفته شده این بود که مندارین را مانند سائورون در ارباب حلقه‌ها به پس زمینه برده شود. فاورو همچنین می‌خواست مرد آهنی با یک غول نبرد کند. با استخدام بریجز، عوبدیا استین جانشین مندارین شد و استین رسماً شخصیت منفی فیلم قرار گرفت. همچنین کرایمسان داینامو نیز در فیلم‌نامه به عنوان شخصیتی منفی قرار گرفت. فاورو اعتقاد داشت بایستی برای طرفداران ارجاع‌هایی از دیگر ابرقهرمانان و دیگر داستان‌های کمیک قرار داد. او این کار را با کدگذاری دو جت حمله‌کننده به مرد آهنی با نام‌های "شلاق ۱" و "شلاق ۲" اشاره‌ای به یکی از افراد شرور با نام شلاق سیاه کرد. همچنین سپر کاپیتان آمریکا را در کارگاه استارک نمایش داد.
جان فاورو، کارگردان فیلم‌های مرد آهنی، از ایلان ماسک به عنوان الگوی شخصیت تونی استارک نام برده است.

### فیلم‌برداری
ساخت فیلم در جایگاه سابق صدابرداری استودیو هیوز در پالایا ویستا در لس آنجلس آمریکا انجام گرفت. فاورو سواحل شرقی آمریکا را به خاطر وجود دیگر ابرقهرمانان جایگاه مناسبی برای مرد آهنی ندید. هاوارد هیوز یکی از الگوهای داستان بود و فیلم سازان با دانستن این مطلب ساخت زره شماره ۳ را در همان جایی نشان دادند که هواپیمای هیوز اچ-۴ هرکولیس ساخته شد.
فیلم‌برداری در ۱۲ مارس ۲۰۰۷ با چند هفته ضبط افغانستان آغار شد. غاری که استارک در آن زندانی شده بود محیطی ۱۵۰–۲۰۰ متری بود که با ساخت ریل در آن، آزادی زیادی به گروه فیلم‌برداری می‌داد. طراح صحنه، جی. مایکل ریوا با دیدن فیلم‌های طالبان افغانستان و دیدن بخارهای خارج شده از دهان آن‌ها متوجه شد غارها باید جایی بسیار سرد باشند و چندین تهویه هوا را سر صحنه با خود آورد. همچین نصیحت‌هایی به داونی دربارهٔ زندان مثل استفادهٔ جوراب به جای کیسهٔ چای کرد. بعد از آن که فیلم‌برداری در لون پاین کالیفرنیا پایان گرفت، برای ضبط دیگر قسمت‌های افغانستان به اولانچا در سن دئونس کالیفرنیا منتقل شدند اما به خاطر بادهایی با سرعت ۶۰ تا ۱۰۰ کیلومتر در ساعت فیلم‌برداری دو روز به عقب افتاد.
در اواسط آوریل تا دوم مه فیلم‌برداری از پایگاه هوایی ادواردز انجام شد. تصاویر خانهٔ استارک به صورت دیجیتالی و بر روی پوینت دام در مالیبو کالیفرنیا سوار شد. فیلم‌برداری در ۲۵ ژوئن ۲۰۰۷ و سیزار پالاس لاس وگاس به پایان رسید. فاورو در مصاحبات گفت: «برای خودم هم عجیب بود که طبق برنامه کارها تمام شد. انتظار دردسرهای زیادی داشتم.» او «کسانی با توانایی ساخت اکشن خوب» استخدام کرد تا «داستان زندگی یک نفر تبدیل به داستان‌های کمیک شود».
در دیالوگ‌ها اکثراً بدیهه‌سازی انجام می‌شد چرا که نویسندگان هنوز دیالوگ‌ها را آماده نکرده بودند (فیلم سازان تصمیم گرفتند به جای دیالوگ، داستانی بهتر و قابل قبول تر بسازند). همچنین فاورو معتقد بود بدیهه‌سازی فیلمش را طبیعی‌تر جلوه خواهد داد. بعضی از صحنه‌ها با دو دوربین گرفته می‌شدند و دیالوگ‌ها همان‌جا برای بازیگران خوانده می‌شد اما چون داونی دوست داشت هر دفعه چیزی جدید را امتحان کند، برداشت‌های بی‌شماری داشتند. این پیشنهاد داونی بود تا در نشست خبری، استارک بر روی زمین بنشیند، همچنین سخنرانی ایراد شده زمان معرفی موشک جریکو، تماماً به دست داونی ساخته شد.
برایان مایکل بندیس برای نیک فیوری، ۳ صفحه دیالوگ نوشت که فیلم‌سازها از بین آن‌ها چند خط انتخاب کنند. قسمت نهایی فیلم که فیوری در آن حضور داشت توسط گروه کارکنان مخصوص به منظور مخفی نگه داشتن آن برداشت شد اما تنها چند روز بعد عکس‌های این صحنه بر روی اینترنت قرار گرفت. مارول استودیوز برای آن که طرفداران را سوپرایز نگه دارد، تمام نشانه‌های این صحنه را پاک کرد.

### جلوه‌های ویژه
فاورو می‌خواست با نشان دادن هر ۳ مرحلهٔ زره، آن را قابل باور سازد. استن وینستون، یکی از طرفداران کتاب‌های کمیک، و شرکت او یک نسخه زره از آهن و پلاستیک ساختند. آن‌ها قبل از این با فاورو در پروژه زاتورا همکاری داشتند. ترس اصلی فاورو در استفاده از افکت‌ها، معلوم بودن تفاوت بین قسمت‌های ساخته شدهٔ دیجیتالی و واقعی بود. شرکت اینداستریال لایت اند مجیک (آی‌ال‌ام) برای انجام افکت‌های دیجیتالی و دو شرکت اورفنیج و امبسی نیز برای تکمیل کار به آن‌ها ملحق شدند. فاورو با دیدن فیلم‌های دزدان دریایی کارائیب: پایان جهان و تغییرشکل‌دهندگان که از کارهای شرکت آی‌ال‌ام بودند، پروژه را به آن‌ها سپرد.
در ساخت زره شماره ۱ سعی شد تا به گونه‌ای بنظر برسد که از قطعات یدکی مختلفی ساخته شده است. به‌طور کلی قسمت پشت از زره کمتری نسبت به جلو برخوردار است چرا که استارک از آن برای حمله به جلو استفاده خواهد کرد. همچنین در زره استین از طراحی این زره استفاده شد. از این زره تنها یک قسمت ۴۱ کیلوگرمی ساخته شد چرا که با وزنی بیش از این تمام زره از هم متلاشی می‌شد. به همین خاطر هم زره در تمام مدت نصفه به تن شد. امبسی یک نسخهٔ دیجیتالی از زره شماره ۱ تهیه کرد. همچنین استن وینستون استدیوز یک نسخهٔ رباتیک ۳ متری و ۳۶۰ کیلویی از تاجر آهنی (عوبادیا استین) ساخت که برای حرکت دادن یک دست به ۴ اپراتور نیاز داشت، همچنین برای شبیه‌سازی حالت راه رفتن، آن را بر روی یک گیمبال ساختند. برای ضبط قسمتی که زره در حال ساخت بود نیز از یک ماکت استفاده شد.
در ساخت زره شماره ۲ از ویژگی‌های هواپیما با بال‌های کوچکی استفاده شد. نقاش کتاب‌های مارول، ادی گرانو با کمک تصویرگر فیل ساندرز زره شماره ۳ را طراحی کردند. طراحی‌های نخست گرانو الهام‌دهندهٔ اولیه فیلم بود و با قرار گرفتن آن بر روی صفحهٔ مای اسپیس فاورو برای همه شناخته شد. ساندرز مفهوم هنری گرانو را ساده‌تر، آهنی‌تر و کم‌تر کارتونی کرد. بعضی اوقات داونی مجبور بود برای برداشت صحنه‌های متحرک فیلم تنها کلاه خود، دستکش‌ها و زره سینه‌ای را به تن کند. برای ضبط صحنه‌های پرواز زره شماره ۳ به صورت دیجیتالی ترسیم و برای واقع‌نمایی، برخاستی آهسته و فرودی سریع ساخته شد. برای ساخت صحنه‌های نبرد مرد آهنی و جنگنده‌های اف-۲۲ رپتور، دوربین‌ها برای نشان دادن فیزیکی، باد و یخ بر روی لنز در هوا به پرواز درآمدند. برای مطالعهٔ بیشتر در مورد نحوهٔ پرواز، از چند چترباز در تونل باد فیلم‌برداری شد.
فیل ساندرز طراحی مفهومی از ماشین جنگ کشید و اعلام کرد تصمیم دارد از آن در فیلم استفاده کند اما در میانهٔ تولید از برنامه خط خورد. ساندرز گفت: «قرار بود ماشین جنگ، زره شماره ۴ نامیده شود و به خاطر تا دندان مسلح بودن حتی توانایی شکست دادن زره شمار ۳ را داشت. همچنین قرار بود تونی استارک آن را در نبرد نهایی خود بپوشد.»

## موسیقی
آهنگساز رامین جوادی از طرفداران مرد آهنی است و هنوز هم نسخه‌های دهٔ ۷۰ آن را دارد. او برخلاف برادرش، امیر هنوز هم طرفدار هوی متال است. او معمولاً عادت دارد آهنگ را بعد از تماشای تدوین نهایی فیلم بسازد اما این‌بار جوادی با دیدن فیلم تبلیغاتی مرد آهنی شروع به تولید آهنگ برای آن کرد. فاورو بر روی استفادهٔ هوی گیتار تأیید می‌کرد و جوادی قبل از آن‌که با ارکست خود تمرین کند، آن را با گیتار خود آماده کرد. آهنگساز نحوهٔ بازیگری داونی را الهامی برای لایتموتیف آثار خود می‌داند. آهنگ مورد علاقهٔ جوادی آهنگ «اردنگی» (به انگلیسی: kickass) به خاطر ریتم مخصوص و ماشینی بودن آن است. گیتارست تام مورلو از ریج اگینست د ماشین و آدیو اسلیو که در فیلم نیز در نقش یک بادیگارد دیده شد، برای ضبط گیتار همکاری کرد.

## انتشار

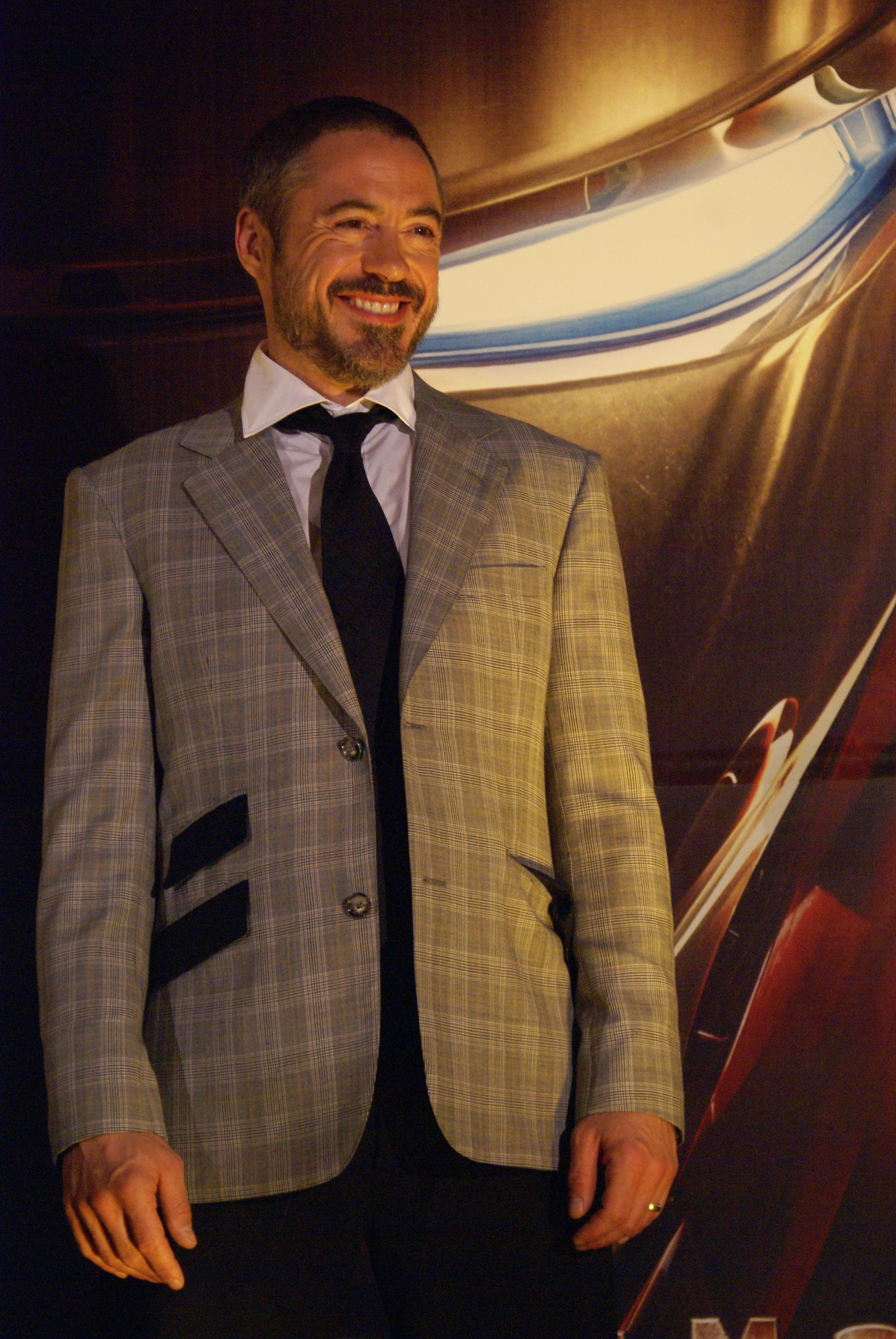
داونی در افتتاحیه در مکزیکو سیتی

مراسم فرش قرمز در سینمای گریتر آنین در خیابان جورج سیدنی و در تاریخ ۱۴ آوریل ۲۰۰۸ برگزار شد. فیلم به صورت جهانی (به غیر از ژاپن) بین ۳۰ آوریل و ۷ مه ۲۰۰۸ پخش شد. تنها در ژاپن بود که مرد آهنی در سپتامبر ۲۰۰۸ به روی پرده‌ها آمد.

### بازاریابی
دو شرکت مارول و پارامونت از کمپین تبلیغاتی فیلم تغییرشکل‌دهندگان کپی‌برداری کردند. شرکت سگا بازی ویدویی بر اساس داستان و با صدای بازیگران فیلم منتشر کرد. یک تبلیغ ۳۰ ثانیه‌ای در چهل و دومین مسابقهٔ سوپر بال نمایش داده شد. ۶٬۴۰۰ فروشگاه سون ایلون در آمریکا برای تبلیغ همکاری کردند و شرکت ال جی نیز قرار دادی در این باره با شرکت پارامونت بست. شرکت هاسبرو مجسمه‌های کوچکی از مرد آهنی و مرد تیتانیومی (که در بازی حاضر بود) تولید کرد.
شرکت اتوموبیل‌سازی آئودی و رستوران زنجیره‌ای برگر کینگ نیز تبلیغاتی جهانی برای فیلم انجام دادند. همان‌طور که مایکل بی برای فیلم تغییرشکل‌دهندگان تبلیغ رستوران‌های زنجیره‌ای را کرادگردانی کرد، جان فاورو برای مرد آهنی انجام داد. در طول فیلم استارک آئودی آر۸ می‌راند و در نشست خبری بعد از فرار از افغانستان، همبرگری از برگر کینگ به دست دارد. در فیلم سه ماشین آئودی اس۶ سدان، آئودی اس۵ اسپورت کوپه و آئودی کیو۷ اس یو وی نیز استفاده شد. آئودی وبسایتی برای مرد آهنی مشابه وبسایتی که شرکت جنرال موتورز برای تغییرشکل‌دهندگان ساخته بود، ایجاد کرد. همچنین شرکت اوراکل در سایت خود تبلیغی برای فیلم قرار داد. با محاسبهٔ هزینه‌های بازاریابی، بودجهٔ تبلیغاتی مرد آهنی رقمی بین ۵۰ تا ۷۵ میلیون دلار آمریکا برآورد می‌شود.

### فروش در سینما
در اولین هفتهٔ انتشار فیلم، با فروش ۹۸٬۶۱۸٬۶۶۸ دلار در ۴٬۱۰۵ سینما تنها در آمریکا و کانادا رتبه اول پرفروش‌ترین فیلم را بدست آورد. این یعنی رتبهٔ یازدهم فروش در هفتهٔ اول، نهم در تعداد سینماهای نمایش دهنده و رتبهٔ سوم در بیشترین فروش (بعد از ایندیانا جونز و قلمرو جمجمه بلورین و بتمن: شوالیه تاریکی). فیلم تنها در روز اول با فروش ۳۵٫۲ میلیون دلار به رتبهٔ سیزدهم پرفروشترین در روز نخست دست یافت. مرد آهنی رتبهٔ دوم پرفروش‌ترین فیلم قسمت اول بعد از مرد عنکبوتی دریافت کرد؛ و رتبهٔ چهام آغاز هفته بین دیگر فیلم‌های ابرقهرمانانه را بدست آورد. همچنین در هفتهٔ دوم شروع فیلم با فروش ۵۱٫۱ میلیون دلار در آمریکا و کانادا در مقام پرفروشترین فیلم هفته باقی‌ماند. در ۱۸ ژانویه ۲۰۰۸، مرد آهنی به اولین فیلمی در سال ۲۰۰۸ با فروش بیش از ۳۰۰ میلیون دلار تبدیل شد. نهایتاً در ژوئیه ۲۰۰۹ پروندهٔ مرد آهنی با فروش ۵۸۵٬۱۷۴٬۲۲۲ دلار آمریکا بسته شد.

### فروش در بخش خانگی
دی‌وی‌دی‌ها و بلو-ری‌های مرد آهنی ۳۰ سپتامبر ۲۰۰۸ در آمریکای شمالی و ۲۷ اکتبر ۲۰۰۸ در اروپا منتشر شد. فروش دی‌وی‌دی‌ها فوق‌العاده بود: ۴ میلیون نسخه و درآمدی معادل بیش از ۹۳ میلیون دلار آمریکا. در انتها ۹ میلیون نسخه به فروش رفت و بیش از ۱۶۰ میلیون دلار (بدون در نطر گرفتن بلو-ری‌ها) کسب کرد.

### بازخورد منتقدین
در مه ۲۰۰۸، مرد آهنی توسط وبسایت راتن تومیتوز بهترین فیلم سال تا آن موقع از نظر منتقدین انتخاب شد. در آن زمان از ۱۰۷ منتقدی که نظری راجع به فیلم منتشر کرده بودند، ۹۵٪ آن‌ها نظرشان مثبت بود و این امتیاز تا ژانویه ۲۰۱۰ پابرجا بود. هم‌اکنون در این وبسایت، نظرات ۲۴۲ منتقد راجع به فیلم جمع‌آوری شده که ۹۳٪ آن‌ها مثبت بوده و به صورت میانگین نمره ۷٫۶ از ۱۰ به آن داده‌اند. در قسمت خلاصه نظرات سایت آمده است: «جان فاورو و رابرت داونی جونیور این فیلم ابرقهرمانی هوشمند و تأثیرگذار را به وجود آورده‌اند که حتی کسانی که طرفدار کمیک نیستند، از آن لذت می‌برند.» متاکریتیک بر پایه نظرات ۳۸ منتقد، نمره ۷۹ از ۱۰۰ به آن داده است.

### جوایز
| جوایز                         | جوایز               | جوایز                  | جوایز                                            | جوایز    | جوایز         |
| جایزه                         | تاریخ برگزاری مراسم | رده                    | دریافت‌کنندگان و نامزدها                          | نتیجه    | منبع          |
| ----------------------------- | ------------------- | ---------------------- | ------------------------------------------------ | -------- | ------------- |
| جایزه اسکار                   | ۲۲ فوریه ۲۰۰۹       | بهترین جلوه‌های ویژه    | جان نلسون، بن اسنو، دن سادیک و شین ماهان         | نامزدشده | [ ۸۷ ] [ ۸۸ ] |
| جایزه اسکار                   | ۲۲ فوریه ۲۰۰۹       | بهترین تدوین صدا       | فرانک یولنر و کریستوفر بویز                      | نامزدشده | [ ۸۷ ] [ ۸۸ ] |
| جایزه برگزیده کودکان نیکلودین | ۲۸ مارس ۲۰۰۹        | فیلم محبوب             | مرد آهنی                                         | نامزدشده | [ ۸۹ ] [ ۹۰ ] |
| جایزه ساترن                   | ۲۵ ژوئن ۲۰۰۹        | بهترین فیلم علمی تخیلی | مرد آهنی                                         | برنده    | [ ۹۱ ] [ ۹۲ ] |
| جایزه ساترن                   | ۲۵ ژوئن ۲۰۰۹        | بهترین بازیگر مرد      | رابرت داونی جونیور                               | برنده    | [ ۹۱ ] [ ۹۲ ] |
| جایزه ساترن                   | ۲۵ ژوئن ۲۰۰۹        | بهترین بازیگر زن       | گوئینت پالترو                                    | نامزدشده | [ ۹۱ ] [ ۹۲ ] |
| جایزه ساترن                   | ۲۵ ژوئن ۲۰۰۹        | بهترین بازیگر مکمل مرد | جف بریجز                                         | نامزدشده | [ ۹۱ ] [ ۹۲ ] |
| جایزه ساترن                   | ۲۵ ژوئن ۲۰۰۹        | بهترین کارگردان        | جان فاورو                                        | برنده    | [ ۹۱ ] [ ۹۲ ] |
| جایزه ساترن                   | ۲۵ ژوئن ۲۰۰۹        | بهترین فیلم‌نامه        | مارک فرگوس و هاوک اوتسبی، ارت مارکوم و مت هالووی | نامزدشده | [ ۹۱ ] [ ۹۲ ] |
| جایزه ساترن                   | ۲۵ ژوئن ۲۰۰۹        | بهترین موسیقی          | رامین جوادی                                      | نامزدشده | [ ۹۱ ] [ ۹۲ ] |
| جایزه ساترن                   | ۲۵ ژوئن ۲۰۰۹        | بهترین جلوه‌های ویژه    | مرد آهنی                                         | نامزدشده | [ ۹۱ ] [ ۹۲ ] |

مرد آهنی به عنوان یکی از برترین فیلم‌های سال ۲۰۰۸ توسط بنیاد فیلم آمریکا انتخاب شد. فیلم در هشتاد و یکمین مراسم اسکار، نامزد بهترین جلوه‌های یصری و بهترین تدوین موسیقی شد اما آن‌ها را به مورد عجیب بنجامین باتن و بتمن: شموالیه تاریکی باخت. همچنین برای جایزه ساترن در ۹ بخش نامزد شد، که به جوایز بهترین فیلم علمی تخیلی، بهترین کارگردانی (برای فاورو) و بهترین بازیگر مرد (برای داونی) بسنده کرد. در همان سال، مجلهٔ ایمپایر مرد آهنی را به عنوان یکی از ۵۰۰ فیلم برتر تاریخ انتخاب کرد. همچنین تونی استارک به عنوانی یکی از ۱۰۰ شخصیت‌های برتر تاریخ معرفی شد و در لیست ۱۰۰ شخصیت‌های تخیلی ماندونیا دات کام رتبهٔ ۳۷ ام را بدست آورد.
این فیلم همچنین نامزد جایزهٔ انتخاب کودکان سال ۲۰۰۹ شد که از فیلم دبیرستان موزیکال ۳: سال آخر شکست خورد.

## دنباله

### مرد آهنی ۲
در ۷ می ۲۰۱۰، جان فاورو به عنوان کارگردان و رابرت داونی جونیور به عنوان هنرپیشهٔ نقش اول در فیلم مرد آهنی ۲ بازمی‌گردند. این بار دان چیدل به جای ترنس هاورد در نقش کلنل رودز و ماشین جنگ بازی می‌کند. همچنین گوینث پالترو مانند سابق در نقش معشوقه و دستیار استارک، پپر پاتز حضور پیدا می‌کند. از بازیگران جدید می‌توان به میکی رورک در نقش ایوان وانکو، شخصیت منفی این قسمت؛ سم راکول در نقش جاستین همر رقیب تجاری استارک اشاره کرد. این بار نیز ساموئل ال. جکسون در نقش فرماندهٔ شیلد حضور پیدا کرد.

### مرد آهنی ۳
کمپانی مارول و تاریخ ۳ می ۲۰۱۳ را به عنوان روز انتشار فیلم مرد آهنی ۳ اعلام کردند. فاورو در دسامبر ۲۰۱۰ گفته بود که دیگر قسمت سوم سه گانهٔ مرد آهنی را کارگردانی نخواهد کرد بنابراین انتظار می‌رود کارگردانی این قسمت بر عهدهٔ شرکت مجیک کینگدام و شین بلک گذاشته شود. در اواسط آوریل ۲۰۱۲ تهیه‌کنندهٔ مرد آهنی ۳ کوین فیگ اعلام کرد تا فیلم‌برداری آن در کارولینای شمالی انجام خواهد شد و پنج هفته به طول خواهد کشید.